# Beba Idelson
Beba Idelson (hebrejsky בבה אידלסון‎, rodným jménem Beba Trachtenberg, בבה טרכטנברג‎, ‎14. října 1895 – 5. prosince 1975) byla izraelská politička a poslankyně Knesetu za stranu Mapaj.

## Biografie
Narodila se ve městě Jekatěrinoslav (dnes Dnipro) v tehdejší Ruské říši (dnes Ukrajina). Na Ukrajině studovala na univerzitě obor ekonomie a sociální vědy. V roce 1926 přesídlila do dnešního Izraele.

## Politická dráha
V mládí se angažovala v sionistických organizacích. V letech 1924–1926 se podílela na činnosti Světového svazu socialistických sionistů. Během druhé světové války se podílela na zřízení ženských pomocných oddílů v rámci britské armády. Byla členkou Židovské národní rady.
V izraelském parlamentu zasedla poprvé už po volbách v roce 1949, ve kterých byla kandidátkou strany Mapaj. Nastoupila do parlamentního výboru pro ústavu, právo a spravedlnost, výboru pro provizorní ústavu a výboru pro zahraniční záležitosti a obranu. Mandát obhájila za Mapaj ve volbách v roce 1951. Usedla jako členka do výboru House Committee. Zvolení se dočkala na kandidátce Mapaj i po volbách v roce 1955. Byla členkou výboru práce a předsedkyní společného výboru pro policejní zásah v objektech Židovské agentury. Zároveň zastávala post místopředsedkyně Knesetu. Za Mapaj uspěla ve volbách v roce 1959. I tentokrát byla místopředsedkyní Knesetu. Dále byla členkou výboru pro zahraniční záležitosti a obranu a výboru práce. Znovu se v Knesetu objevila po volbách v roce 1961, kdy kandidovala opět za Mapaj. Zachovala si funkci místopředsedkyně Knesetu. Zasedla jako členka ve výboru pro zahraniční záležitosti a obranu a výboru práce.